# Dendrocygna guttata

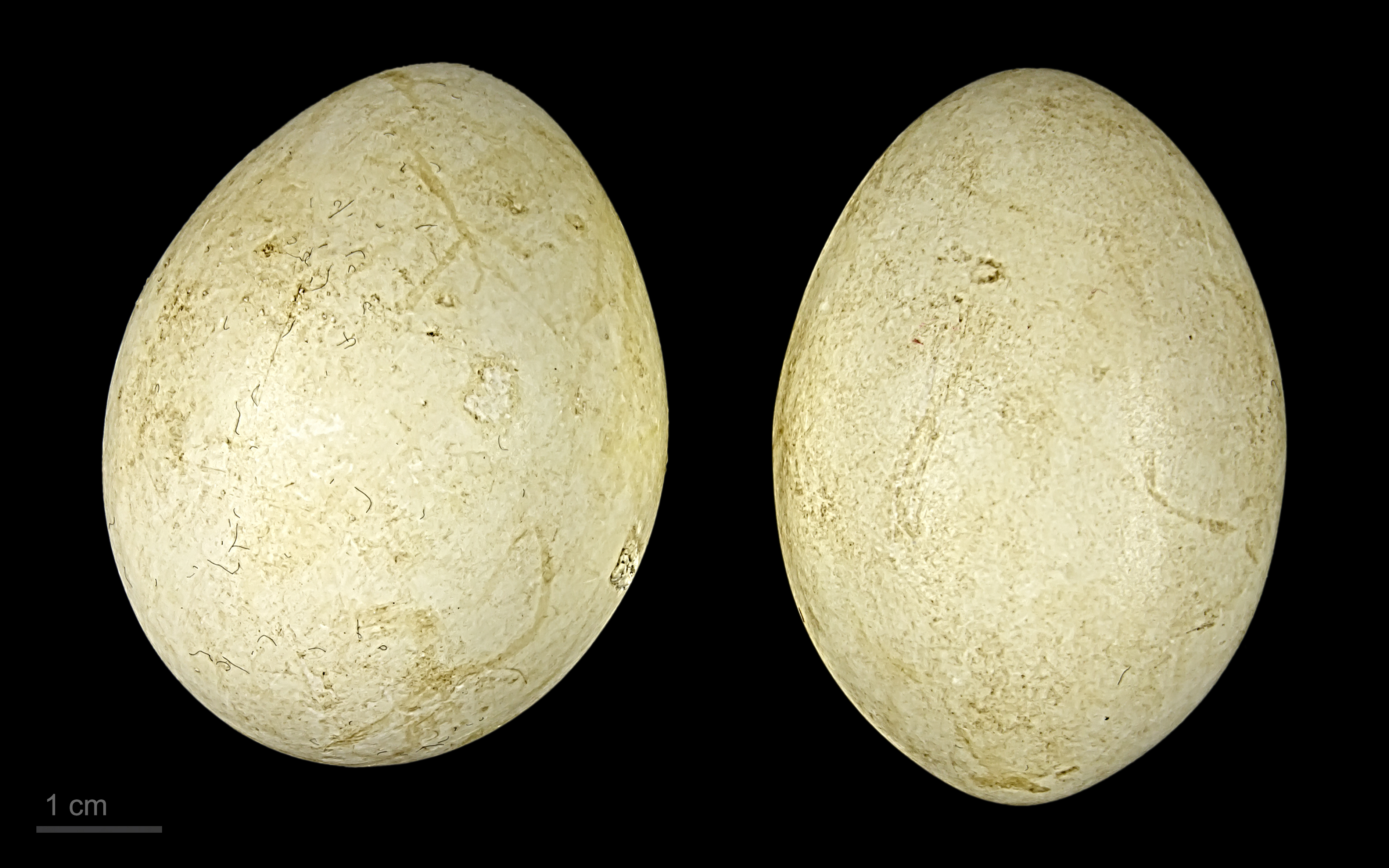
Dendrocygna guttata - MHNT

El suirirí moteado o yaguasa moteada (Dendrocygna guttata) es una especie de ave anseriforme de la familia Anatidae propia del archipiélago malayo y el extremo nororiental de Australia.

## Distribución
Se encuentra en el sur de Filipinas, las islas de la Wallacea y Nueva Guinea, llegando hasta el norte del Cabo York, en el extremo nororiental de Australia.